# Papilla duodeni minor
Die Papilla duodeni minor („kleine Zwölffingerdarmwarze“) ist eine kleine Schleimhauterhebung im absteigenden Teil (Pars descendens) des Zwölffingerdarms, auf der der zusätzliche Gang der Bauchspeicheldrüse (Ductus pancreaticus accessorius) mündet. 
Eine Papilla duodeni minor ist nur vorhanden, wenn der Ausführungsgang des dorsalen (rückenwärts gelegenen) Teils der Anlage der Bauchspeicheldrüse erhalten bleibt (→ Entwicklung der Bauchspeicheldrüse). Dies ist beim Menschen nur bei einem Pancreas divisum der Fall, während Hunde und Pferde stets einen zusätzlichen Bauchspeicheldrüsengang besitzen.